# Marian Harkin
Marian Harkin (Sligo, 26 novembre 1953) è una politica irlandese.
Eletta al Dáil Éireann in occasione delle elezioni generali del 2002, mantiene l'incarico di deputato nazionale fino al 2007.
Alle elezioni europee del 2004 ottiene un seggio al Parlamento europeo; è riconfermata alle europee del 2009 e a quelle del 2014.